# Carsey-Werner
Carsey-Werner är ett amerikanskt TV-produktionsbolag som bildades 1981 av Marcy Carsey och Tom Werner. 2001 blev Caryn Mandabach partner i företaget, men hon lämnade 2004 företaget. Företaget är ett fristående produktionsbolag och har producerat serier för alla av de stora TV-bolagen. Några av deras största TV-serier är The Cosby Show, Roseanne och That '70s Show.

## TV-serier
- Roseanne (ABC)
- The Cosby Show (NBC)
- Tredje klotet från solen (NBC)
- That '70s Show (FOX)
- Grounded for Life (FOX/The WB)
- Cybill (CBS)
- Grace Under Fire (ABC)
- A Different World (NBC)
- God, the Devil and Bob (NBC)
- That '80s Show (FOX)
- Cosby (CBS)

## Filmer
- Let's Go to Prison (2006, tillsammans med Universal Pictures)
- The Brothers Solomon (2007, tillsammans med Revolution Studios; Columbia Pictures, distributör)